# Dominicaines de Sainte Catherine de Sienne de Mossoul
Les Dominicaines de Sainte Catherine de Sienne de Mossoul forment une congrégation religieuse féminine enseignante et œcuménique de droit pontifical.

## Histoire
En 1876, un orphelinat est ouvert à Mossoul par les sœurs de la charité dominicaines de la Présentation. Certaines filles formées dans cette congrégation forment une fraternité du Tiers-ordre dominicain afin d'évangéliser par l'éducation, de faire le catéchisme et collaborer aux œuvres paroissiales. En 1896, on pense transformer la communauté en congrégation mais les difficultés sont nombreuses comme le fait que les tertiaires appartiennent à divers rites (rite syriaque oriental, rite syriaque occidental, rite arménien) et dépendent de différents patriarcats ; le déclenchement de la Première Guerre mondiale oblige aussi les dominicains à abandonner la mission de Mossoul.
En 1927, avec l'aide du nonce apostolique et des missionnaires lazaristes, on reprend le processus de transformation de la fraternité en congrégation ; elles sont initialement confiées aux dominicaines de Notre-Dame de Grâce. L'institut est agrégé à l'Ordre des Prêcheurs le 7 mars 1927, il reçoit le décret de louange le 30 avril 1928 et ses constitutions sont définitivement approuvées le 1er juin 1935.

## Activités et diffusion
Les sœurs se consacrent à l'enseignement et à l'œcuménisme avec les chrétiens de l'Église apostolique assyrienne de l'Orient et l'Église syriaque orthodoxe.
Elles sont présentes en Irak. 
La maison-mère est à Erbil. 
En 2017, la congrégation comptait 121 sœurs dans 18 maisons.